# 조향이
조향이 (1965년 11월 6일~)는 대한민국의 성우이다. 문화방송 성우극회 소속. 1983년 MBC 공채 9기로 입사했다. 현재 라디오 방송에 주로 출연하고 있다.

## 주요작품
- 석양의 건맨(MBC) - 메리(마라 크럽)
- 왓 위민 원트(MBC) - 지지(로렌 홀리)
- 해리가 샐리를 만났을 때(SBS) - 승무원(그레천 파머)
- 크러쉬(SBS) - 집주인(베티 필립스)
- 아수라(SBS) - 법사의 제자(노리코 아라이)
- 머나먼 여정(MBC) - 케이트(진 스마트)
- 다저스 몽키(MBC) - 에바의 언니(앨리슨 엘리엇) / 도서관 사서(줄리 페인)
- 베토벤(MBC) - 오토바이 여성(오-랜 존스)
- 람보(SBS) - 여성(수지 파이)
- 로빈 후드: 도둑들의 왕자(MBC) - 메리언의 시녀(이모겐 베인)
- 빅(SBS)
- 여자의 용기(SBS)
- 나이아가라 연쇄 살인사건(MBC)
- 네프 므와(MBC)
- 긴급명령(MBC)
- 부귀열차(SBS)
- 미시시피 버닝(MBC)
- 당신에게 일어날 수 있는 일(MBC)
- 사랑과 영혼(MBC)
- 광부의 딸(MBC)
- 슈퍼맨3(SBS)
- 살인 박쥐의 습격(MBC)
- 여인의 향기(MBC)

## 같이 보기
- 문화방송 성우극회